# Йохан II фон Зафенберг
Йохан II фон Зафенберг (на немски: Johann II von Saffenberg; † 9 март 1383) е благородник от род фон Зафенберг в Майшос в Артал в Рейнланд.
Той е син на Йохан I фон Зафенберг († сл. 1323) и съпругата му София фон Хойзден († 1337), дъщеря на Йохан III фон Хойзден († 1308) и Аделиса фон Катендик († сл. 1294). Брат е на Конрад III фон Зафенберг († сл. 1386), женен на 28 март 1350 г. за графиня Мария фон Юлих († сл. 1367), на Юта фон Зафенберг († 1364), омъжена на 28 април 1344 г. за Хайнрих фон Гимних († сл. 1369), и на Аделхайд фон Зафенберг († 1364), омъжена пр. 1348 г. за Херман фон Ферних, господар на Томбург-Дист († 1361).
Фамилията Зафенберг е през 11 и 12 век влиятелен благороднически род в Рейнланд. Фамилията Зафенберг произлиза от последните графове от род Берг в каролингския Келдахгау. Замъкът Зафенбург се намира в Майшос в Артал.

## Фамилия
Йохан II фон Зафенберг се жени пр. 22 април 1341 г. за Гертруд фон Браунсхорн († сл. 1384), вдовица на Дитрих фон Брух († 1334/1338), дъщеря на Йохан II фон Браунсхорн († 1347) и Елизабет фон Долендорф († 1339). Те имат децата:
- Йохан III фон Зафенберг-Нойенар († сл. 1397), граф на Нойенар, женен на 21 декември 1353 г. за Катарина фон Нойенар († сл. 1393), дъщеря наследничка на граф Вилхелм III фон Нойенар († 1353) и Йохана фон Елслоо († сл. 1377)
- Вилхелм фон Зафенберг († сл. 1382/1395/1401), каноник в „Св. Гереон“ в Кьолн
- Конрад IV фон Зафенберг († пр. 1417)
- Гертруд фон Зафенберг († сл. 1355), омъжена на 22 юли 1355 г. за Хайнрих Роелман фон Зинциг-Арентал († ок. 1428)
- София фон Зафенберг († сл. 3 декември 1383), омъжена на 8 май 1362 г. за Дитрих фон Нойенар цу Хакенбройх († сл. 1380)
- Юта фон Зафенберг, омъжена за Херман фон Рандерат

Той има и една извънбрачна дъщеря:
- Маргарета, канонеса в Шварцрайндорф